# Paravilla mercedis
Paravilla mercedis är en tvåvingeart som först beskrevs av Daniel William Coquillett 1887.  Paravilla mercedis ingår i släktet Paravilla och familjen svävflugor. Inga underarter finns listade i Catalogue of Life.